# Batowice (Kraków)
Batowice – obszar Krakowa wchodzący w skład Dzielnicy XV Mistrzejowice. Stanowi przyłączony do miasta 1 stycznia 1973 r. fragment (50 ha) wsi Batowice.